# Darwin Project (jeu vidéo)
Pour les articles homonymes, voir Darwin.
Darwin Project est un jeu vidéo de battle royale multijoueur en free-to-play développé et publié par Scavengers Studio. Il a été lancé pour Steam Early Access et Xbox Game Preview le 9 mars 2018, et a été publié sur les deux plateformes le 14 janvier 2020, pour coïncider avec la sortie du jeu sur PlayStation 4. Le joueur doit survivre à des conditions environnementales extrêmes, poser des pièges, suivre et combattre ses adversaires pour gagner. Les langues prises en charge sont l'anglais, le français, l'italien, l'allemand, l'espagnol, le russe, le japonais, le polonais et le coréen.

## Trame
Darwin Project se déroule dans un paysage dystopique post-apocalyptique dans les Rocheuses canadiennes. En prévision d'une période glaciaire imminente, un nouveau projet "mi-expérience scientifique, mi-divertissement en direct" est lancé. Les joueurs sont jetés dans une arène, initialement armés uniquement d'une hache et d'un arc, et doivent rassembler des ressources et survivre avec 9 autres adversaires. Les joueurs doivent fabriquer des objets et améliorer leurs armes (hache et arc) en utilisant des ressources afin de survivre et de se battre jusqu'à ce qu'il ne reste qu'un joueur, ce dernier remportant la partie.

## Système de jeu
Dix prisonniers sont engendrés dans une arène enneigée composée de sept compartiments, chacune comprenant des environnements différents, des maisons dans les arbres aux zones remplies de lave et plus encore. Le jeu est dirigé par le onzième joueur, The Show Director, qui est doté de pouvoirs pour rendre le jeu plus intéressant pour les dix prisonniers qui se battent pour leur vie. Chaque joueur peut choisir de jouer en tant que prisonnier, homme ou femme. Ils sont équipés d'une hache, d'un arc et de flèches. Ils peuvent également choisir trois pièces d'équipement parmi les pièges à ours, les pièges à cage, les boules de neige, les crochets, les planeurs et les tripwires. Les joueurs peuvent utiliser de l'électronique qui peuvent être accordés par le directeur de l'émission ou comme récompense en tuant le premier joueur de la partie. L'électronique est utilisée pour conférer aux prisonniers des pouvoirs leur permettant de se battre ou de fuir. Les joueurs peuvent choisir comment jouer dans l'arène en choisissant différentes variantes de builds. Les builds incluent le type de flèche, l'équipement utilisé, les pouvoirs électroniques équipés (trois par joueur), le type de hache, une cape et des bottes, qui changeront également le style de jeu de chaque prisonnier.

## Développement
L'équipe de développement derrière Darwin Project compte 18 membres. Le jeu est révélé lors de PAX East 2017 et est officiellement annoncé lors de la conférence de presse de Microsoft à l'E3 2017. Plusieurs tests alpha et bêta ont eu lieu sur PC.
Le 24 avril 2018, le jeu passe en accès anticipé.
Le 14 janvier 2020, le jeu est sorti sur Steam, PlayStation 4 et Xbox One.
Le 07 octobre 2022, le jeu est remis au gout du jour et est de retour sur Steam, PS4, PS5 et XBOX.ONE .